# Ғ
Ғ, ғ или Г с чертичка, както и Гайн или Айн, е буква от кирилицата. Произлиза от буквата Г, която е пресечена с водоравна чертица. Използва се в казахския, тофаларския и таджикския език език (в азербайджанския и узбекския – до 1991), където обозначава звучната мъжечна проходна съгласна /ʁ/ или звучната заднонебна проходна съгласна /ɣ/. Въпреки че буквата наподобява облика на латинското F, тя има съвсем различна звукова стойност.
Кирилската буква Ғ съответства на арабската буква ﻍ (гайн). Въведена е в употреба когато средноазиатските езици заменят арабската писменост с кирилицата през 1940-те година на 20 век.

## Транслитериране
В казахския и таджикския буквата се транслитеритра като ğ или gh. До 1991 година в узбекския е транслитерирана като `g, а в азербайджанския – също и като ğ.